# Силбер, Кристофер
Кристофер «Крис» Силбер (англ. Christoph Silber; родился 6 октября 1973 г.) — американский телесценарист и продюсер. В настоящее время он является шоураннером и исполнительным продюсером NCIS: New Orleans.
Силбер ранее был продюсером и сценаристом в сериалах NCIS, Cold Case, CSI: NY и Elementary. В  начале 2021 Силбер был назначен продюсером и шоураннером сериала NCIS: Hawaiʻi.

## Фильмография
| Год                  | Заголовок                                               | Заявлен как | Заявлен как               | Сеть           |
| Год                  | Заголовок                                               | Сценарист   | Продюсер                  | Сеть           |
| -------------------- | ------------------------------------------------------- | ----------- | ------------------------- | -------------- |
| 2003                 | Дрожь (англ. Tremors)                                   | Да          | Нет                       | Sci Fi Channel |
| 2005—2007, 2013—2015 | Морская полиция: Спецотдел (англ. NCIS)                 | Да          | Соисполнительный продюсер | Си-би-эс       |
| 2007—2010            | Детектив Раш (англ. Cold Case)                          | Да          | Сопродюсер                | Си-би-эс       |
| 2010—2012            | C.S.I.: Место преступления Нью-Йорк (англ. CSI: NY)     | Да          | Соисполнительный продюсер | Си-би-эс       |
| 2012—2013            | Элементарно (англ. Elementary)                          | Да          | Соисполнительный продюсер | Си-би-эс       |
| 2015—н. в.           | Морская полиция: Новый Орлеан (англ. NCIS: New Orleans) | Да          | Исполнительный продюсер   | Си-би-эс       |
| 2021                 | Морская полиция: Гавайи (англ. NCIS: Hawaiʻi)           | Да          | Исполнительный продюсер   | Си-би-эс       |

## Внешние ссылки
- Силбер, Кристофер (англ.) на сайте Internet Movie Database